# الكرباء (تعز)
الكرباء هي إحدى قرى الجمهورية اليمنية. وهي تتبع جغرافيًا لمحافظة تعز. وإداريًا لمديرية التعزية. يبلغ تعداد سكانها 5646 نسمة حسب الإحصاء الذي جرى عام 2004.